# The Black Angels
Pour les articles homonymes, voir Black Angels.
The Black Angels est un groupe de rock psychédélique américain, originaire d'Austin, au Texas. Il est formé en 2004.
Le groupe est connu pour organiser et participer, tous les ans depuis 2008, au festival de musique Austin Psych Fest/Levitation à Austin, festival se déroulant aussi à Angers, ville française jumelée avec Austin.

## Biographie
The Black Angels est formé au printemps 2004, à Austin, Texas, par Stephanie Bailey (batterie), Christian Bland (guitare), Alex Maas (chant), Jennifer Raines (orgue) et Nathan Ryan (basse). Leur nom est inspiré d'une chanson du groupe The Velvet Underground (The Black Angel's Death Song qui apparaît sur l'album The Velvet Underground and Nico). Leur icône est d'ailleurs une photo stylisée de la chanteuse Nico. Le groupe publie un premier EP homonyme fin 2005. La même année, ils réalisent également une reprise de la chanson de Bob Dylan, Bob Dylan Blues, intitulée Syd Barret Blues en hommage au chanteur de Pink Floyd, Syd Barrett.
Leur premier album, Passover, sort en avril en 2006. Il est caractérisé par l'utilisation de nombreux effets (dont une drone machine) et la voix étrange du chanteur. Proche de groupes comme The Brian Jonestown Massacre (ils ont joué plusieurs fois avec Anton Newcombe), il fait donc partie de ces groupes de la scène neo-psychedelia ayant comme principales influences 13th Floor Elevators, The Jesus and Mary Chain, Suicide, The Velvet Underground, et Spacemen 3.
Un deuxième album, intitulé Directions to See a Ghost, est publié le 13 mai 2008 (une pré-vente numérique a lieu deux semaines avant). Cet album renforce encore le style de Passover, avec un son davantage psychédélique. Au moment de la sortie de ce deuxième disque, Jennifer Raines est remplacée par le multi-instrumentiste Kyle Hunt. À l'automne 2008, ils accompagnent Roky Erickson en tant que backing band pour une série de cinq concerts sur la côte ouest des États-Unis. C'est aussi en 2008 que Christian Bland et Alex Maas cofondent la Reverb Appreciation Society, structure qui organise notamment le festival annuel de rock psychédélique Austin Psych Fest, renommé ensuite Levitation. The Black Angels sont à l'affiche de la première édition qui a lieu le 8 mars 2008 à Austin.
Le 31 mars 2009, ils annoncent sur leur site officiel qu'ils vont, après une tournée de quelques mois dont un passage en France, se rendre à Los Angeles afin d'enregistrer leur troisième album, Phosphene Dream. Celui-ci est publié le 13 septembre 2010. Cinq jours avant sa sortie, ils effectuent leur première apparition sur une télévision nationale américaine en interprétant le titre Telephone sur le plateau du Late Show with David Letterman. Phosphene Dream reste deux semaines dans le classement Billboard 200 des meilleures ventes d'albums aux États-Unis, avec un pic à la 52e place. Ils partagent à l'automne une vingtaine de dates nord-américaines avec le groupe canadien Black Mountain, dont ils avaient repris le titre No Satisfaction en 2008 sur leur EP Black Angel Exit. Le groupe collabore aussi en 2010 avec UNKLE sur les titres Natural Selection et With you in my head. Ce dernier figure sur la bande originale du film Twilight, chapitre III : Hésitation, ce qui leur permet de toucher une large audience.
En avril 2013, les Black Angels livrent leur quatrième album Indigo Meadow. Il est enregistré en quatuor à la suite du départ de Nate Ryan.
En 2014, ils apparaissent sur l'album hommage aux Doors A Psych Tribute to the Doors en reprenant la chanson Soul Kitchen. Ils sortent également en décembre un single partagé avec Sonic Jesus, intitulé Molly Moves My Generation.
Le groupe publie son cinquième album, Death Song, en 2017. Selon le journal The Guardian, ce cinquième album « marque un retour aux drones menaçants qui rendaient leurs deux premiers si puissants ». Il intègre pour la première fois le classement britannique des ventes d'albums.
Leur sixième album studio, nommé Wilderness of Mirrors, est publié le 16 septembre 2022.

## Membres

### Membres actuels
- Jake Garcia – guitare, basse, chant
- Stephanie Bailey - batterie, percussions, basse
- Christian Bland - guitare, basse, batterie
- Alex Maas - chant, basse, clavier, guitare, sitar
- Ramiro Verdooren - multi-instrumentiste

Portrait des membres actuels
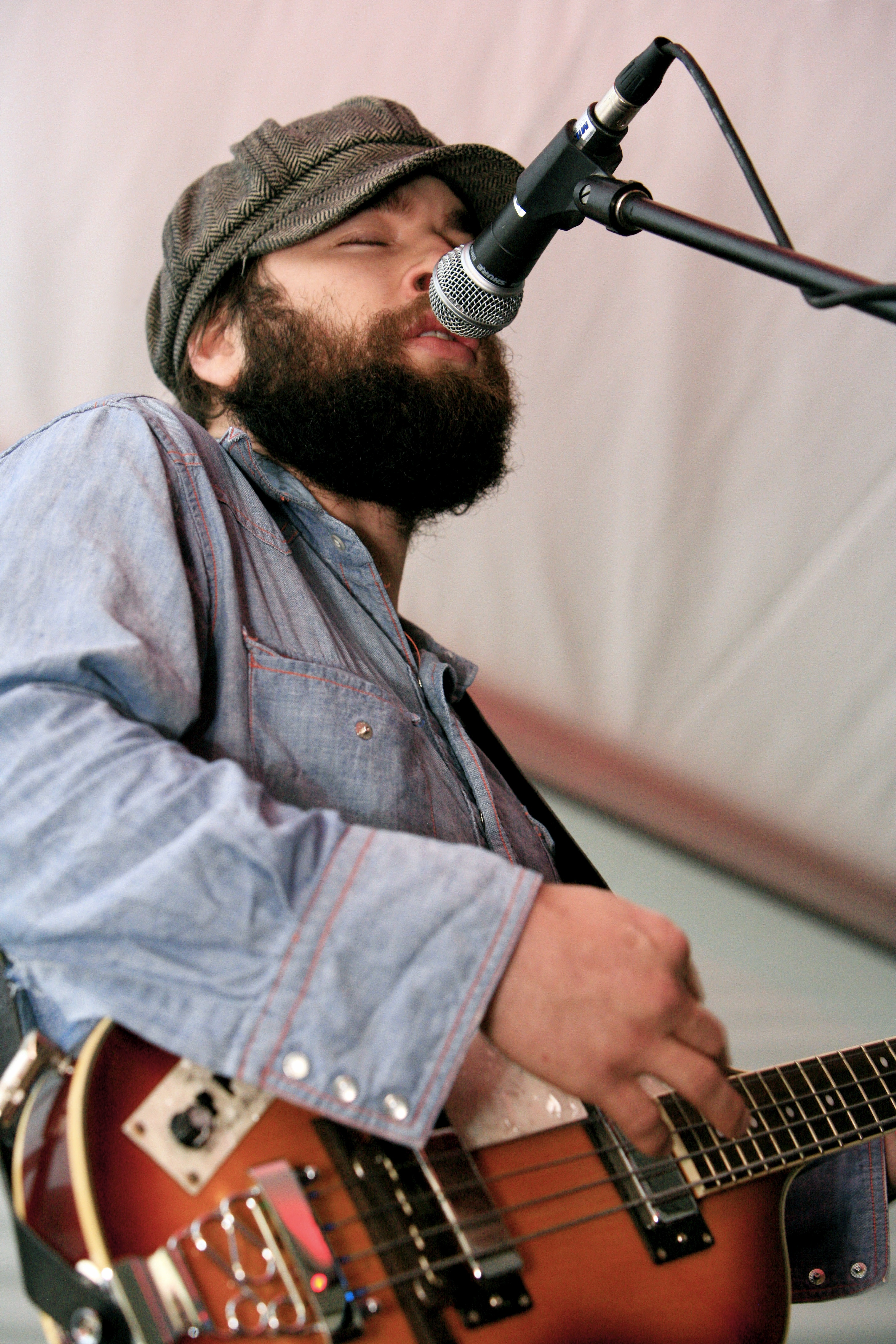
Alex Maas
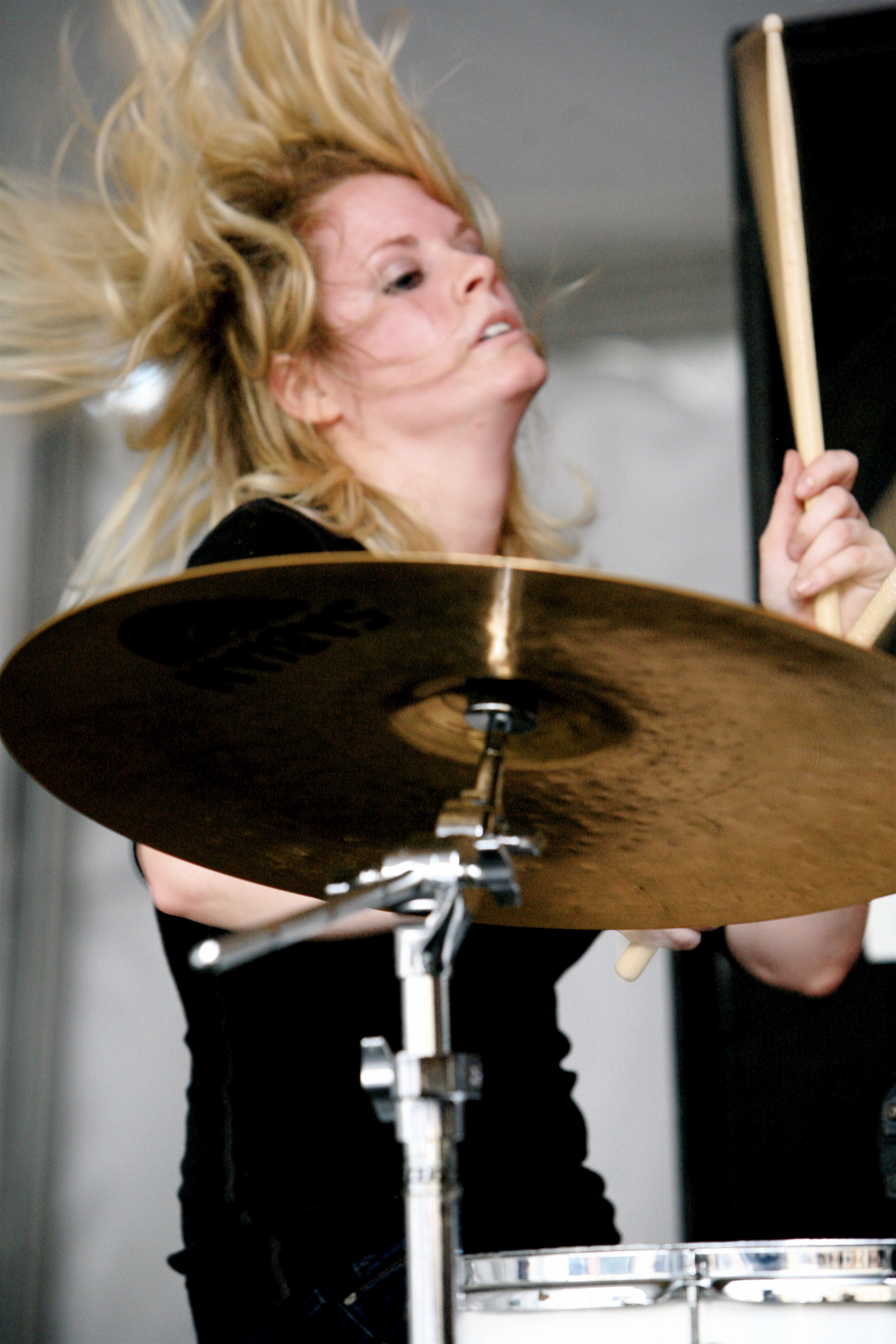
Stephanie Bailey
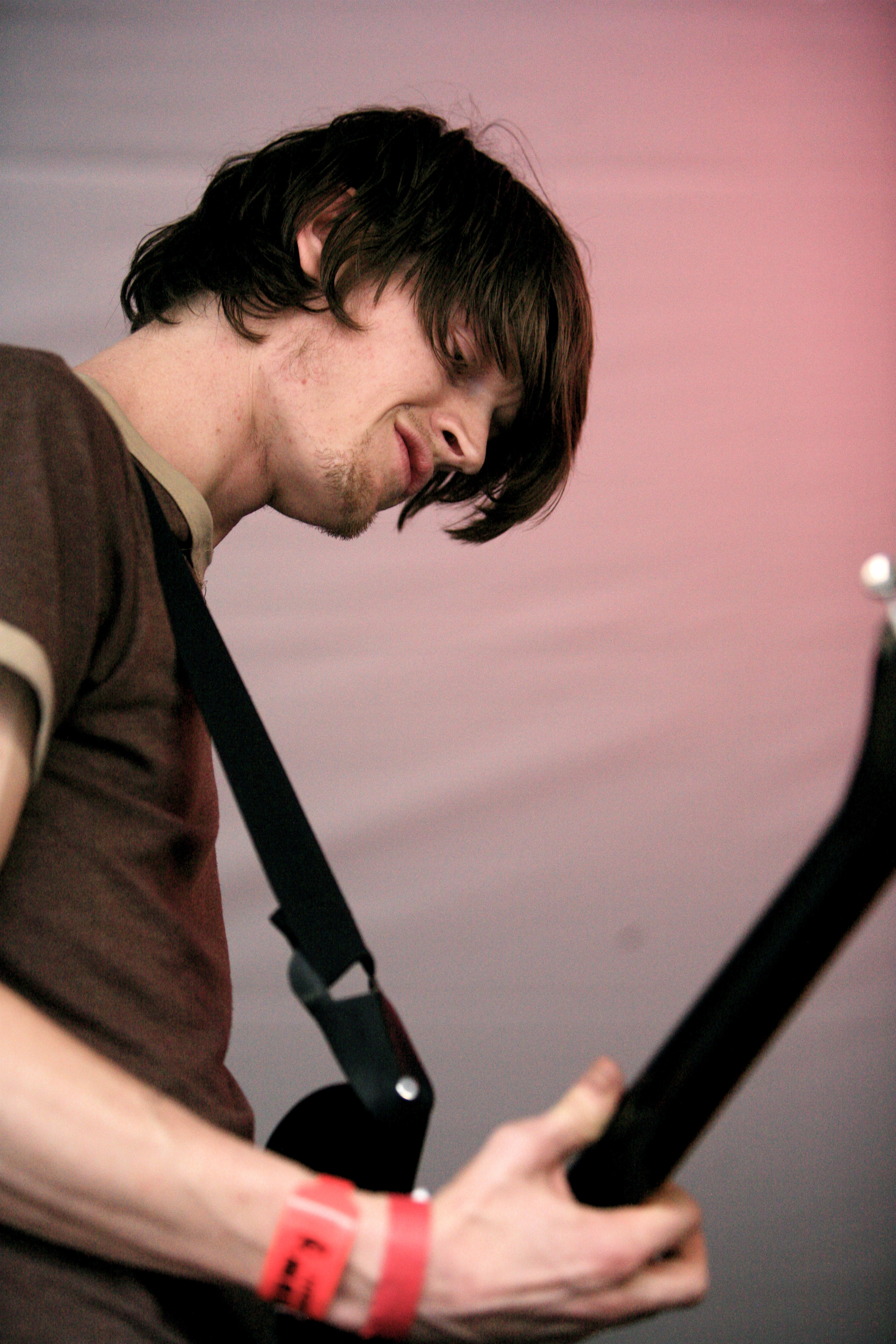
Christian Bland

### Anciens membres
- Jennifer Raines - drone machine, claviers, percussions
- Nate Ryan - basse, guitare
- Kyle Hunt - claviers, percussions, basse, guitare
- Rishi Dhir (uniquement live) - guitare, sitar

Portrait des anciens membres
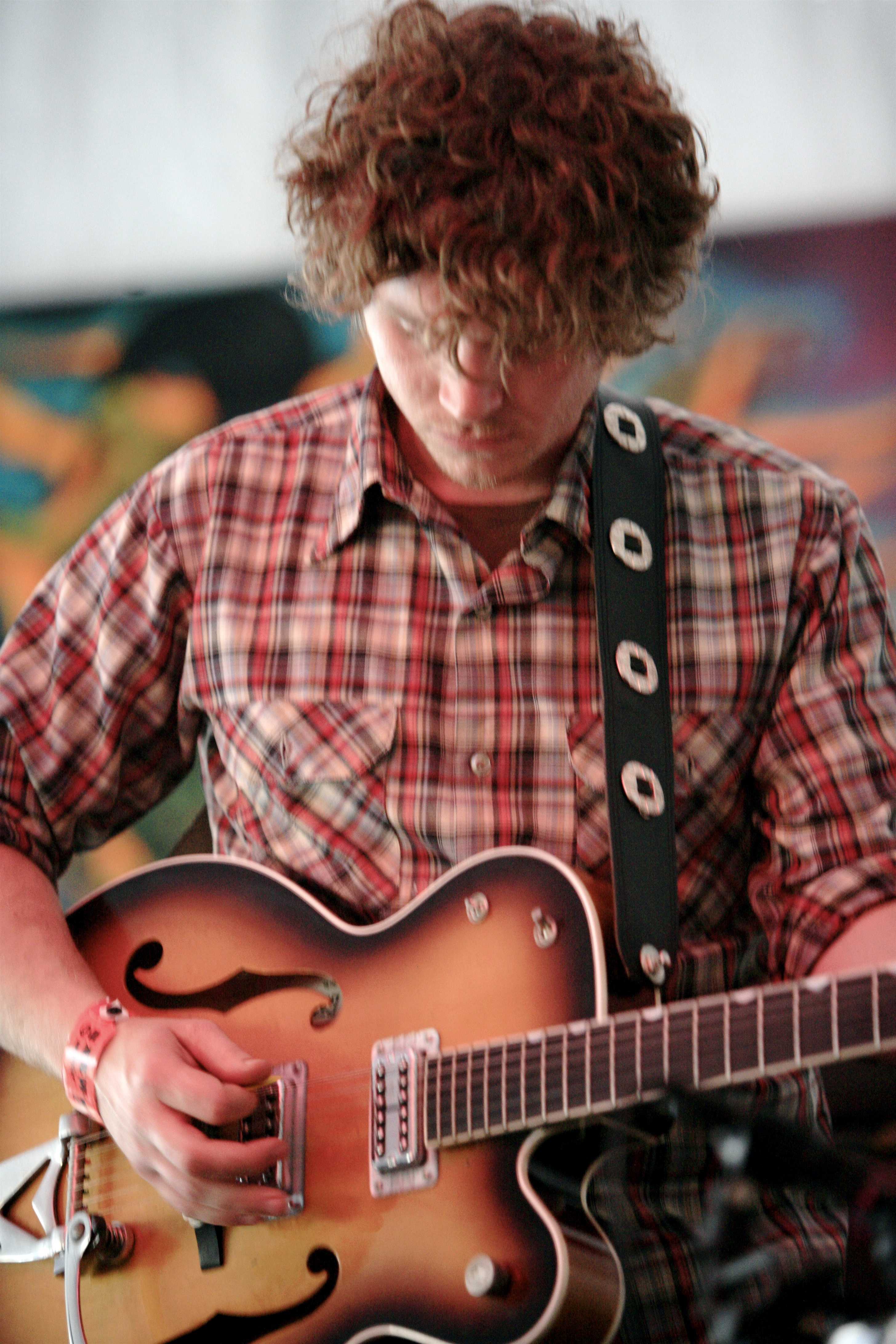
Nate Ryan
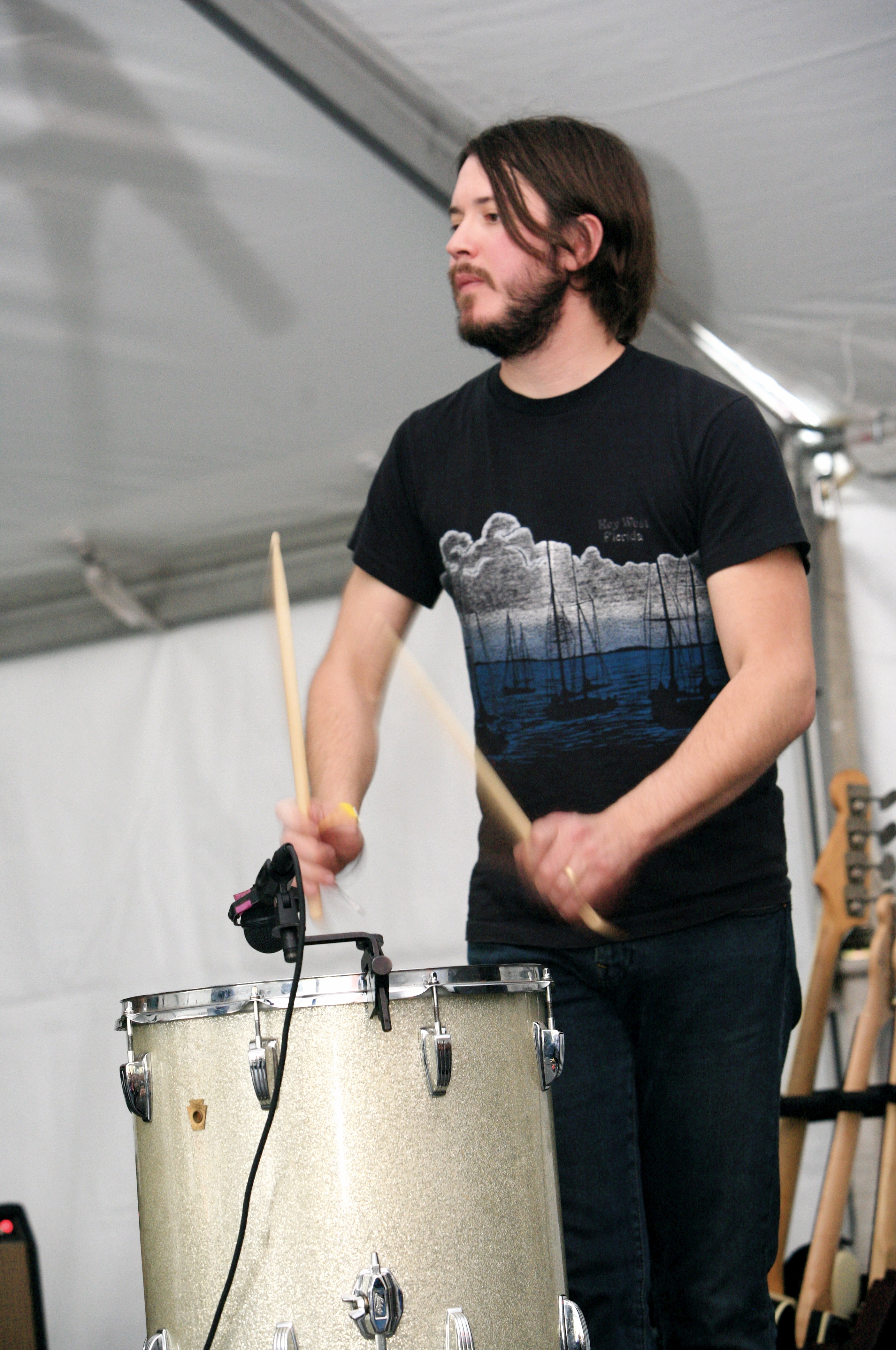
Kyle Hunt
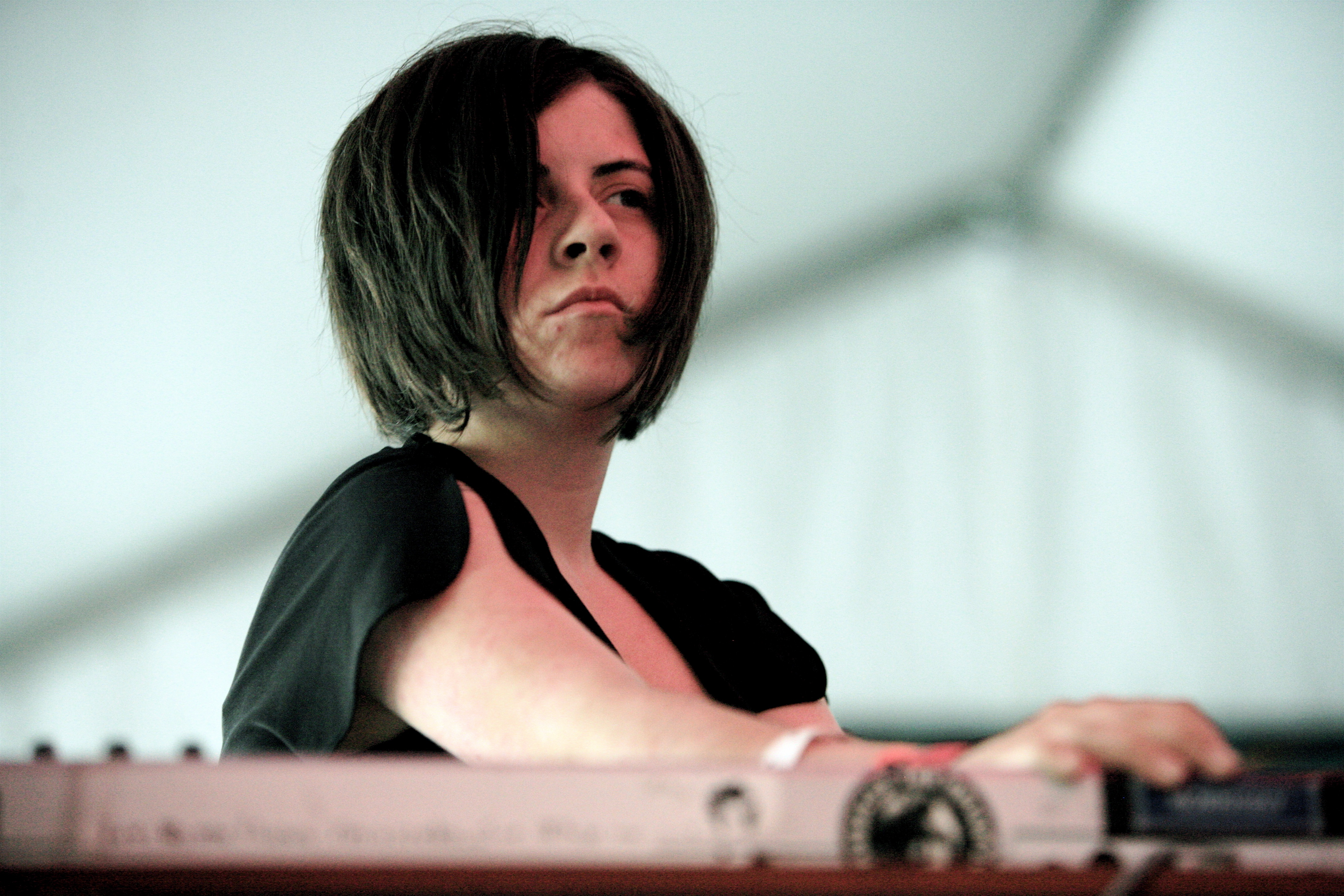
Jennifer Raines

## Discographie

### Albums studio
- 2006 : Passover (Light in the Attic)
- 2008 : Directions to See a Ghost (Light in the Attic)
- 2010 : Phosphene Dream (Blue Horizon Ventures)
- 2013 : Indigo Meadow (Blue Horizon Ventures)
- 2017 : Death Song (Partisan Records)
- 2022 : Wilderness of Mirrors (Partisan Records)

### EP
- 2005 : The Black Angels (Light in the Attic)
- 2008 : Black Angel Exit (Light in the Attic)
- 2011 : Phosgene Nightmare (Blue Horizon Ventures)
- 2014 : Clear Lake Forest (Record Store Day)

### Albums live
- 2021 : Live at Levitation (The Reverberation Appreciation Society)

## Utilisations dans les médias
La chanson Life Song, dernier titre de l'album Death Song, est utilisée dans l'épisode 10 de la saison 3 de American Gods.
Leur titre Entrance Song a été utilisé en tant que musique d'introduction pour le film Assassin's Creed.
Young Men Dead clôture le 1er épisode de True Detective. Ce même titre est également utilisé dans le jeu vidéo The Last of Us 2.
Leur chanson Mission District est utilisée à plusieurs reprises dans l'épisode 3 de la saison 2 de EVIL.
Bad Vibrations apparait dans le jeu Spec Ops: The Line.